# دافيد دروكو
دافيد دروكو (بالإسبانية: David Drocco)‏ (20 يناير 1989 بقرطبة في الأرجنتين - ) هو لاعب كرة قدم أرجنتيني في مركز الهجوم. لعب مع أتليتيكو توكومان وأوداكس إيتاليانو وبوكا جونيورز وسبورتيفو ديسامبارادوس وسان مارتين دي سان خوان.

## روابط خارجية
- دافيد دروكو على موقع قاعدة بيانات كرة القدم.إي يو (الإنجليزية)
- دافيد دروكو على موقع Soccerway.com (الإنجليزية)
- دافيد دروكو على موقع AS.com (الإسبانية)